# Patancheru
Patancheru é uma vila no distrito de Medak, no estado indiano de Andhra Pradesh.

## Geografia
Patancheru está localizada a 17° 32′ N, 78° 16′ L. Tem uma altitude média de 522 metros (1712 pés).

## Demografia
Segundo o censo de 2001, Patancheru tinha uma população de 40 332 habitantes. Os indivíduos do sexo masculino constituem 53% da população e os do sexo feminino 47%. Patancheru tem uma taxa de literacia de 66%, superior à média nacional de 59,5%: a literacia no sexo masculino é de 73% e no sexo feminino é de 57%. Em Patancheru, 14% da população está abaixo dos 6 anos de idade.